# Faqībeyglū
Faqībeyglū (persiska: فقی بیگلو, فَقيبِيگلو) är en ort i Iran.   Den ligger i provinsen Västazarbaijan, i den nordvästra delen av landet, 600 km väster om huvudstaden Teheran. Faqībeyglū ligger 1 342 meter över havet och antalet invånare är 275.
Terrängen runt Faqībeyglū är huvudsakligen platt, men västerut är den kuperad. Terrängen runt Faqībeyglū sluttar österut.Runt Faqībeyglū är det ganska tätbefolkat, med 185 invånare per kvadratkilometer. Närmaste större samhälle är Urmia, 12,6 km söder om Faqībeyglū. Trakten runt Faqībeyglū består till största delen av jordbruksmark.